# OC-135B侦察机
OC-135B“开放天空”是美国空军的一种侦察机，用于支持开放天空条约。 这种从WC-135B改装而来的飞机针对条约的缔约方执行非武装飞越侦查任务。一共有三架OC-135B在俄亥俄州赖特·帕特森空军基地进行改装。第一架可运行的OC-135B于1993年10月被编入位于奥佛特空军基地的第24侦查中队。这架OC-135B配备了基本导航与传感器设备，并于1997年被存入位于亚利桑那州图森的戴维斯·蒙森空军基地里的航空维修与重建中心。两架配备了红外扫描仪、合成孔径雷达和视频传感器等全套装备的OC-135B于1996年交付。

## 描述
OC-135B可容纳35人，包括机组成员、飞机维护人员、外方代表及来自國防威脅降低局（DTRA）的人员。机上安装了一台垂直及两台倾斜的KS-87E相机用于在900米高度低空拍摄。另有一台用于11,000米高度的高空照相侦查的KA-91C全景相机。
机上的数据注释及记录系统（DARMS）为每张照片注释上位置、高度、时间等信息。

## 飞行路线
OC-135B在整个任务飞行中都會沿着预定飞行路线而不依赖地面导航设备。 飞机由一种综合了惯性导航系统与全球卫星定位系统的商用导航系统提供位置信息。GPS每秒会多次更新惯导系统以纠正飞行路径。同时惯导系统也为DARMS和照相机提供精确的经纬度、时间、滚转角等信息。一个空速计算机为惯导系统提供真空速数据。
一台混合的雷达高度计为飞行员及DARMS系统提供高度信息，测量范围为0到50，000英尺。同时，飞机也在飞行员的仪表盘上装备了一个米制高度计，以便在使用米制单位的国家上空飞行。
OC-135B的导航设备后来进行了升级，以兼容国际民航组织的全球空中交通管理标准与全球空中导航标准。

## 改装
OC-135B的改装围绕着机身后部安装的四台相机，因为这架飞机的使命就是照相侦查，机上的大部分设备也是用于直接支持相机本身及相机的操作者。飞机的一些其他改装包括APU、成员行李舱、传感器操作台灯。虽然这架飞机在货仓上有一个大窗口，但这只是这架飞机以前作为气象侦察机的残留。
其它改装主要是为了更好地支持机上人员。气态氧气系统代替了液态氧气系统，以更好地与国外机场兼容。机舱内增加了荧光照明系统，为操作提供更好的照明。座椅、会议桌、照明设施为两国的任务指挥官提供了指挥场所。四通道对讲机可以实现多组隔离通信。APU可以在没有地面支持设备的情况下提供电力、机舱加热及启动发动机。
OC-135B受美国空军空战司令部指挥，隶属于位于内布拉斯加州奥马哈奥福特空军基地的第45侦查中队。在执行任务时，空战司令部的任务时将一组DTRA的观察团队送往开放天空任务指定的入境机场，并执行任务，最后返回美国本土。

## 性能
基本资料

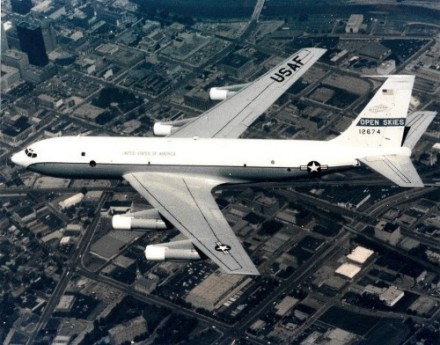

- 人员： 7名机组成员（3名飞行员，2名导航员，2名传感器维护人员）及来自DTRA的任务人员
- 全长： 41.53米
- 翼展： 39.88米
- 高度： 12.70米
- 最大起飞重量： 146,000千克
- 动力： 4 x 普拉特惠特尼TF33-P-5 (WC-135W)

性能
- 极速： 503节(933千米/小时)
- 航程： 3,450海里(5,550千米)
- 实用升限： 50,000英尺(15,200米)
- 爬升率： 4,900英尺/分钟(1,490米/分钟)